# Обо

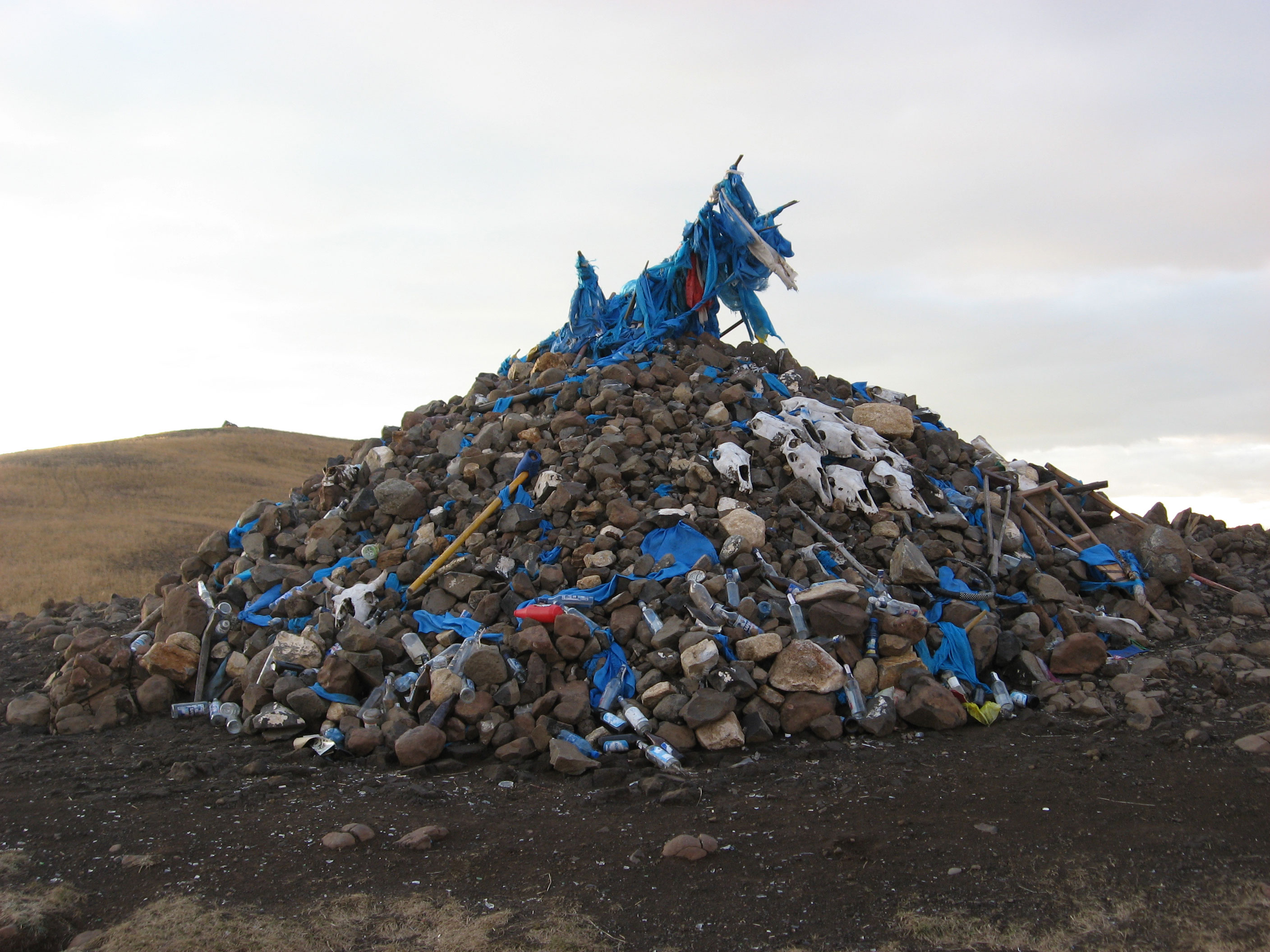
Обо в Монголии

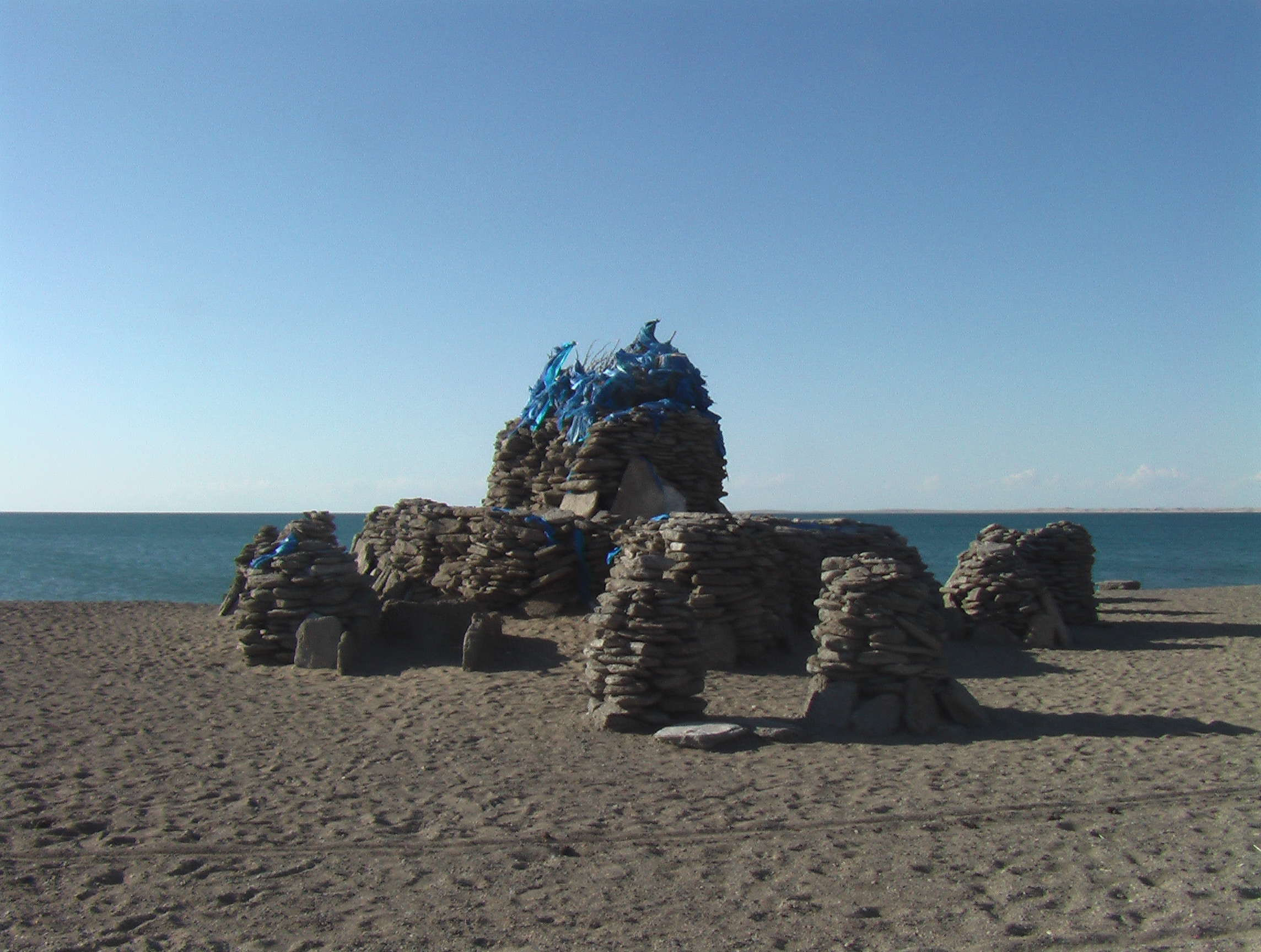
Комплекс обо на южном берегу озера Дурген-Нуур (Западная Монголия)

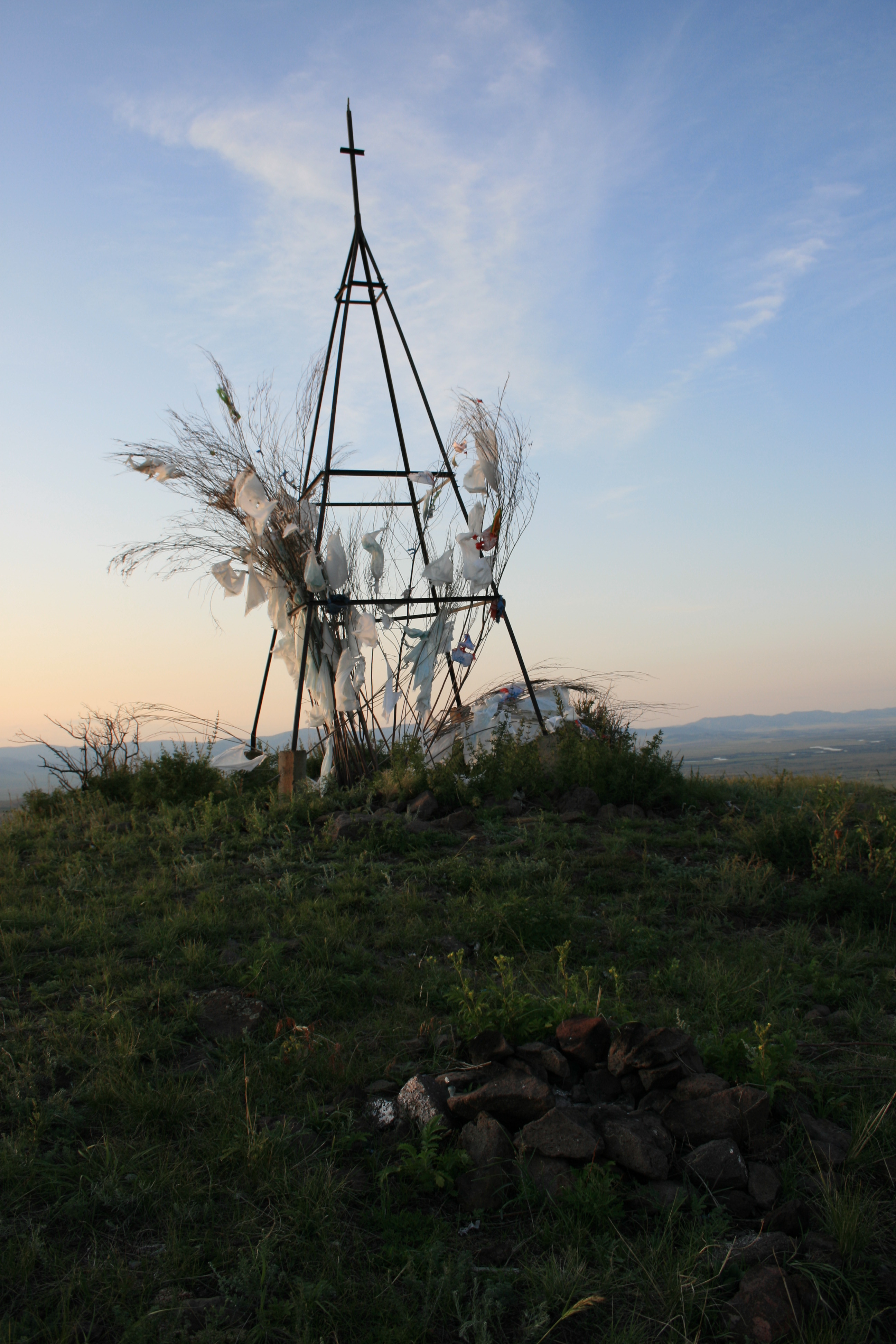
Обо на горе Хараты близ села Зарубино в Джидинском районе Бурятии. Треугольная металлическая пирамида — советский триангулятор

Обо́ (реже обоо, овоо) (монг. овоо, бур. обоо, хак. обаа «куча, груда, насыпь») — культовые места в культуре монголов, бурят, тувинцев, хакасов и других тюрко-монгольских народов Центральной Азии.
В традиционной форме представляют собой кучи из камней или деревья, украшенные ленточками и флажками. Располагаются у дорог, на горных перевалах, на вершинах, у озёр, аршанов, на берегах рек. Встречаются как одиночные обо, так и группы. Подлинные исторические обо из камней обязательно имеют тёмный гладкий «загар» на направленных к солнцу сторонах камней — так называемую патину, солевой «выпот», затвердевший и потемневший за столетия от палящего солнечного излучения.
Обо — место поклонения местным духам, родовым или территориальным, то есть хозяевам данной местности. Хозяева обо — это, по верованиям и мифам, духи умерших шаманов, предков или божества небесного происхождения.
Наиболее распространённый обряд поклонения — обрызгивание пространства вокруг обо молочной (архи) или обычной водкой, подношения в виде камней, ленточек из ткани, флажков, монет, конфет, сладостей, еды и т. п. В Монголии и Бурятии принято обходить вокруг обо три раза в направлении по часовой стрелке.
Культ обо возник у ранних кочевников и связан с шаманизмом. Во время распространения буддизма отмечались случаи уничтожения обо ламами. Постепенно были включены в буддийскую обрядность, в функциональном плане сблизившись с субурганами.
Считается, что обо создаёт погоду, отвечает за урожаи, здоровье, благополучие, не пускает людей на гору. Широко распространены придорожные обо, у которых путешественники оставляют подношения на «добрую дорогу».
В Забайкалье и Монголии часто встречаются топонимы, содержащие слова обо, обоо, обон.